# Felix Timmermans
Leopold Maximiliaan Felix Timmermans (ur. 5 lipca 1886 w Lier, zm. 24 stycznia 1947 tamże) – flamandzki pisarz i malarz, jeden z najczęściej tłumaczonych na języki obce pisarzy flamandzkich.
Timmermans urodził się w Lier (Belgia) jako trzynaste z czternaściorga dzieci
handlarza koronkami. Był samoukiem. Pisał sztuki teatralne, powieści historyczne, utwory religijne i poezje. Rozgłos przyniosła mu powieść Pallieter (1916), będącej swoistym hymnem na cześć życia oraz przyrody. Akcję swych powieści umiejscawiał zwykle w rodzinnych stronach, opisując życie prostych ludzi, potrafiących zachować pogodę ducha mimo wszelkich przeciwności. Afirmacja życia, poczucie humoru oraz realizm w ukazywaniu rzeczywistości spowodowały, że utwory Timmermansa szybko zdobyły sobie dużą popularność nie tylko w samej Belgii, ale także za granicą. Trzykrotnie był zgłaszany do Nagrody Nobla w dziedzinie literatury, jednak samej nagrody nie otrzymał.
Oprócz pisania, Timmermans podejmował również próby jako malarz i rysownik. Szkice i obrazy wykorzystywał do ilustrowania własnych książek.
W pierwszych latach II wojny światowej Timmermans był redaktorem flamandzkiego pisma nacjonalistycznego Volk. W 1942 r. otrzymał nagrodę im. Rembrandta od hamburskiej fundacji Alfreda Toepfera, za co po wojnie był oskarżany o kolaborację.